# Pierścień noetherowski
Pierścień noetherowski – pierścień, w którym każdy ciąg wstępujący (w sensie inkluzji) jego ideałów {\displaystyle I_{1}\subseteq I_{2}\subseteq I_{3}\subseteq \dots } stabilizuje się, tzn. istnieje {\displaystyle n\in \mathbb {N} ,} dla którego {\displaystyle I_{n}=I_{n+1}=\dots ;} mówi się też wtedy, że w pierścień spełnia warunek rosnących łańcuchów (ACC) dla ideałów; pojęcie nosi nazwisko Emmy Noether.
Równoważnie pierścień {\displaystyle R} jest noetherowski wtedy i tylko wtedy, gdy każdy ideał właściwy jest skończenie generowany, tzn.
dla każdego ideału {\displaystyle I\triangleleft R} istnieją takie elementy {\displaystyle a_{1},a_{2},\ldots ,a_{k}\in R,} dla których
{\displaystyle I=\{a_{1}x_{1}+a_{2}x_{2}+\ldots +a_{k}x_{k}:x_{1},x_{2},\ldots x_{k}\in R\}.}
Można też powiedzieć, że pierścień {\displaystyle R} jest noetherowski wtedy i tylko wtedy, gdy każdy ideał tego pierścienia można przedstawić w postaci skończonej sumy ideałów głównych pierścienia {\displaystyle R.}
Prawdziwe jest również twierdzenie Hilberta o bazie: jeżeli pierścień {\displaystyle R} jest noetherowski, to jego pierścień wielomianów {\displaystyle R[X]} również jest noetherowski.

## Przykłady
- Każde ciało jest pierścieniem noetherowskim.
- Pierścień liczb całkowitych jest pierścieniem noetherowskim (co więcej: każdy ideał tego pierścienia jest ideałem głównym).